# 78 Draconis
78 Draconis är en orange jättestjärna i stjärnbilden Cepheus. Trots sin Flamsteed-beteckning tillhör den inte Drakens stjärnbild. Den ligger på gränsen mellan stjärnbilderna och fick byta tillhörighet vid översynen av gränser mellan stjärnbilderna år 1930 och benämns sedan bytet av stjärnbild ofta som HR 8324.
78 Dra har visuell magnitud +5,17 och är synlig för blotta ögat vid god seeing. Den ligger på ett avstånd av ungefär 240 ljusår.